# The Unwelcome Guest
The Unwelcome Guest é um filme mudo norte-americano de 1913 em curta-metragem, dirigido por D. W. Griffith.

## Elenco
- Mary Pickford
- W. Chrystie Miller
- Charles Hill Mailes
- Claire McDowell
- Jack Pickford
- Elmer Booth
- Kate Bruce
- Harry Carey
- J. Jiquel Lanoe
- Lionel Barrymore
- Frank Evans
- Lillian Gish
- Adolph Lestina
- George Nichols
- W. C. Robinson
- Henry B. Walthall